# NGC 1314
NGC 1314 este o galaxie spirală situată în constelația Eridanul. A fost descoperită în 18 ianuarie 1887 de către Francis Leavenworth.